# Marechal Cândido Rondon
Marechal Cândido Rondon est une municipalité brésilienne située dans l'État du Paraná. La municipalité a une population de 50 299 habitants en 2014.
Son nom commémore le maréchal Cândido Mariano da Silva Rondon (1865-1958).